# Mésangueville
Mésangueville – miejscowość i gmina we Francji, w regionie Normandia, w departamencie Sekwana Nadmorska.
Według danych na rok 1990 gminę zamieszkiwało 137 osób, a gęstość zaludnienia wynosiła 13 osób/km² (wśród 1421 gmin Górnej Normandii Mésangueville plasuje się na 762. miejscu pod względem liczby ludności, natomiast pod względem powierzchni na miejscu 319.).